# Réti csenkesz
A réti csenkesz (Festuca pratensis) az egyszikűek (Liliopsida) osztályának perjevirágúak (Poales) rendjébe, ezen belül a perjefélék (Poaceae) családjába tartozó faj.

## Előfordulása
A réti csenkesz Európa és Ázsia mérsékelt övi területein, valamint Afrika északi részén és Pakisztánban őshonos, Amerikába behurcolták. A réti csenkesz legértékesebb mezőgazdasági gyeptípusunk vezérfüve, kaszálónak kiválóan alkalmas. Jól legeltethető, a jószág szívesen fogyasztja.

## Alfajai
- Festuca pratensis subsp. apennina
- Festuca pratensis subsp. pratensis

## Megjelenése

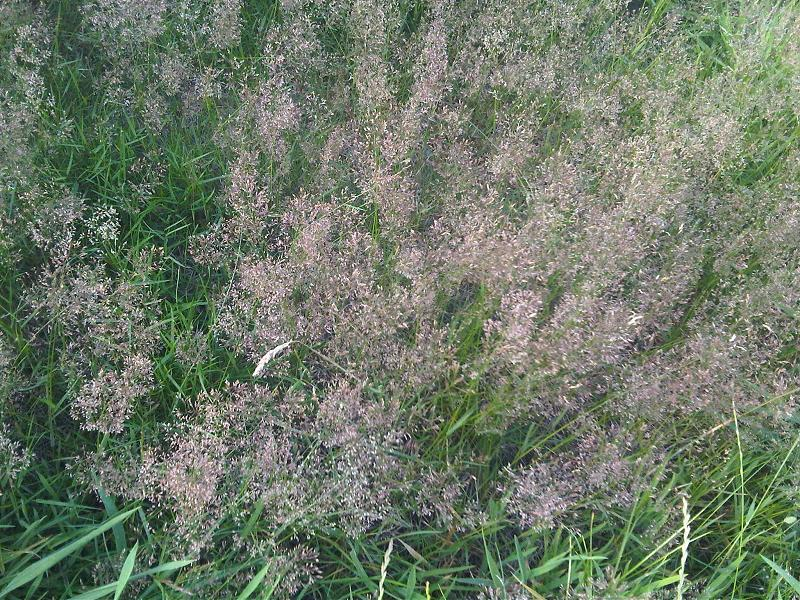
Réti csenkeszek

A réti csenkesz lazán gyepes növekedésű, sötétzöld, változatos alakú, évelő réti fű. A tövéből fejlődő vegetatív hajtások többé-kevésbé növelik a virágzó hajtások sűrűségét. Szára felálló vagy ívben felemelkedő, 30-120 centiméter magas. A levélhüvely alapjáig nyitott, hengeres, sima, az alsó levelek hüvelyei barnák, rostosan szétfoszlók. A levél 14-20 centiméter hosszú, 5-10 milliméter széles, lehajló, fonákján fényeszöld, fokozatosan finom hegybe fut, tövén 2 kopasz, hegyes, fehérlő fülecske található. A levélnyelvecske 1 milliméternél rövidebb. A buga felálló, olykor kissé bókoló, 12-15 centiméter hosszú, virításkor terpedt, egyébként összehúzott, többé-kevésbé egyoldalra néz. Alsó leghosszabb ága legfeljebb 7 füzérkét visel, a füzérkék 7-8 virágúak, keskeny elliptikusak, világoszöldek, olykor ibolyás futtatásúak. A pelyva lándzsa alakú, tompa csúccsal. A toklász széles lándzsás, hegyes, többnyire szálkátlan.

## Életmódja
A réti csenkesz üde réteken társulásalkotó, továbbá legelőkön, utak mentén, füves helyeken nő, főleg tápanyagban gazdag, gyengén savanyú agyag- és vályogtalajokon.
A virágzási ideje június–július között van.

## Képek

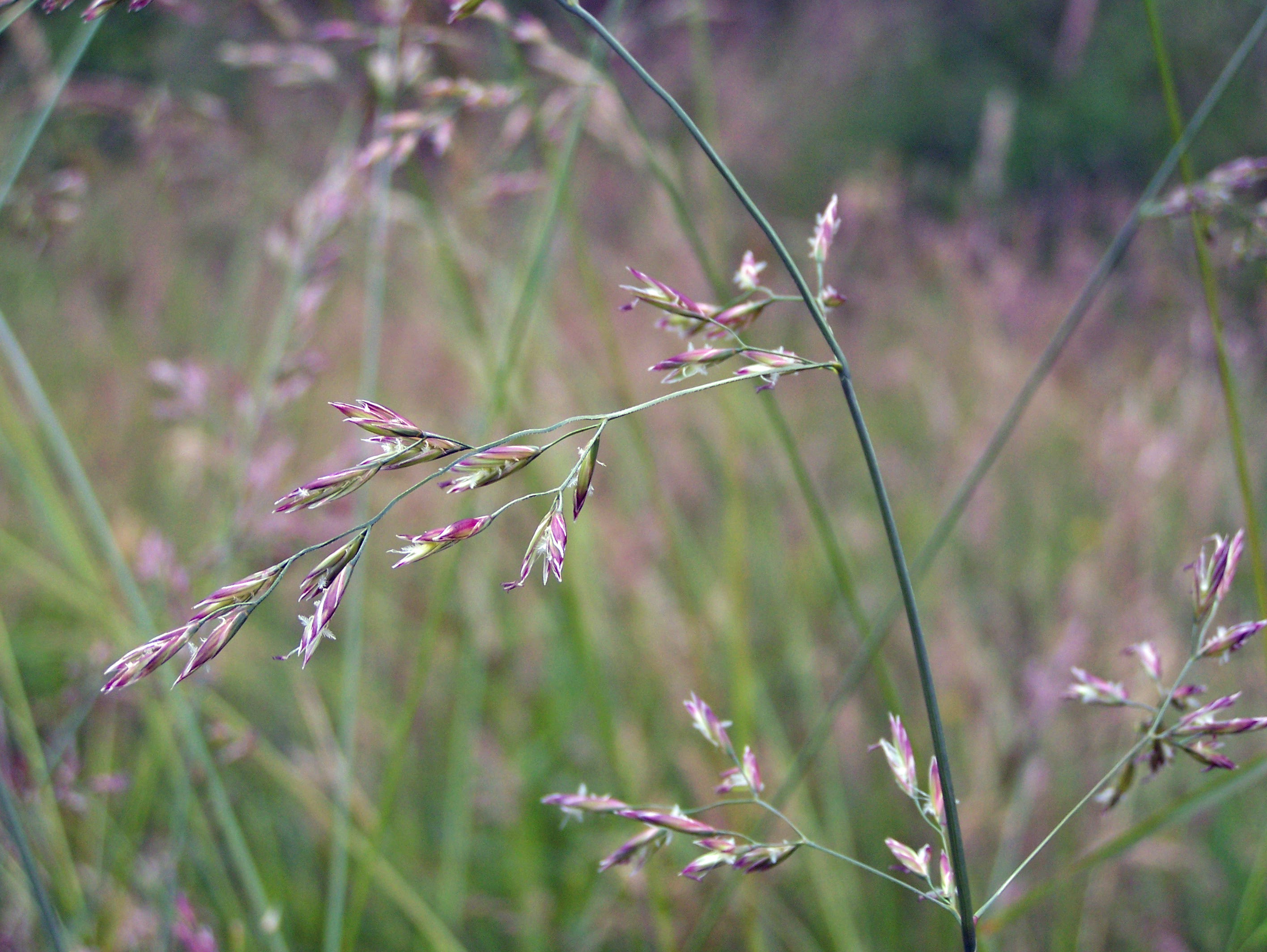
A növény
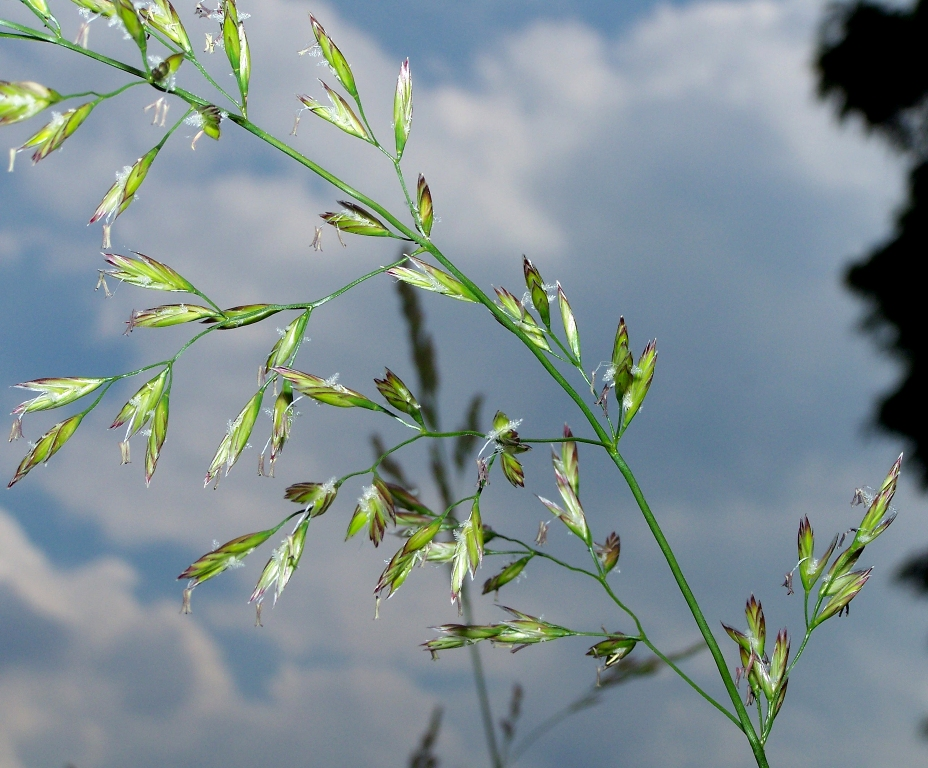
Virágzatai
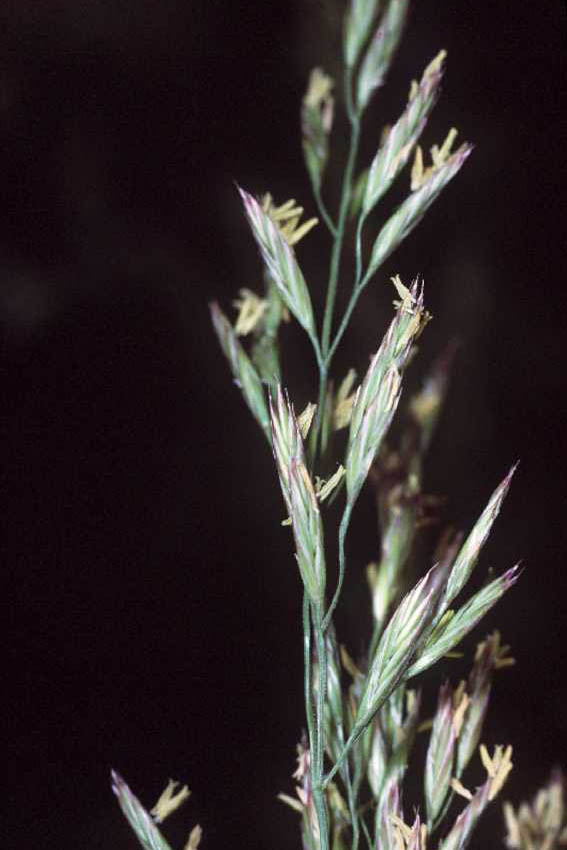
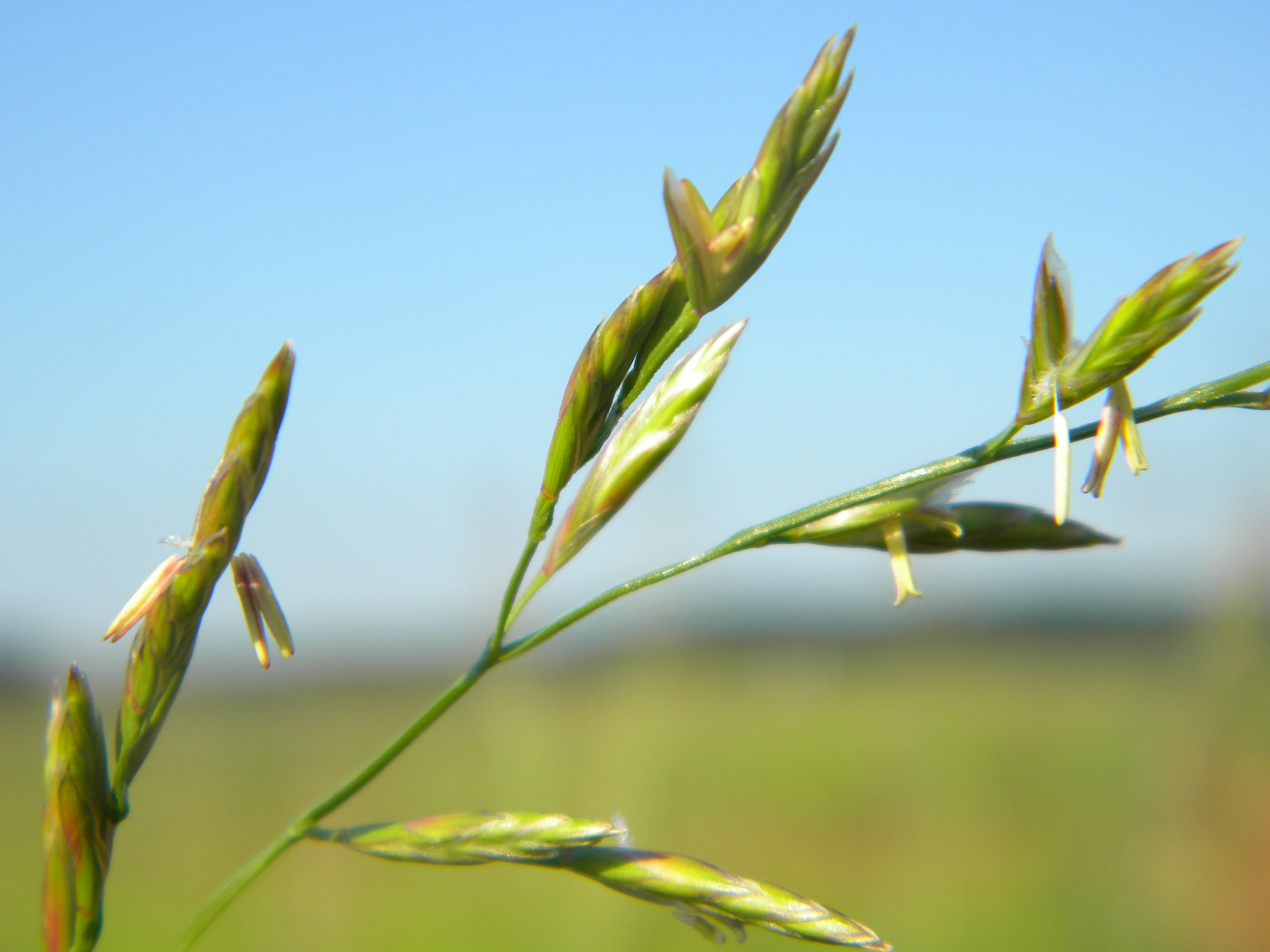
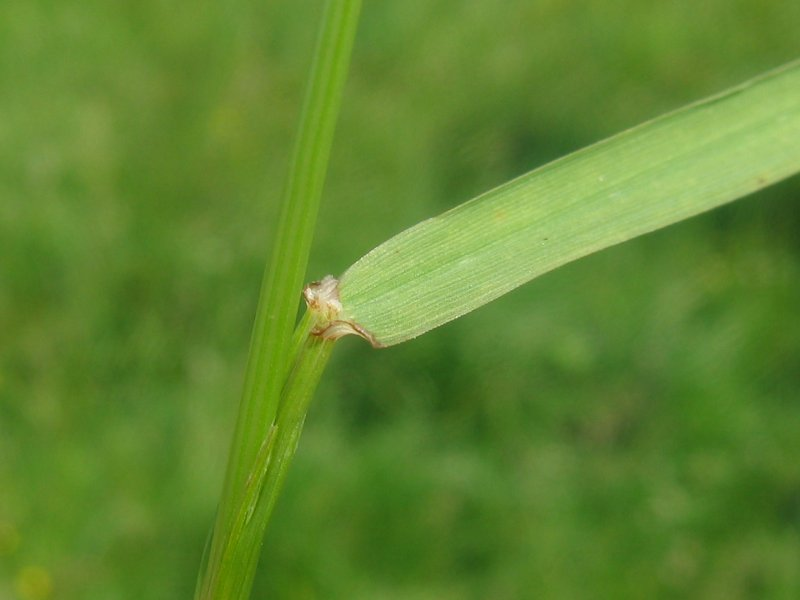
Levele
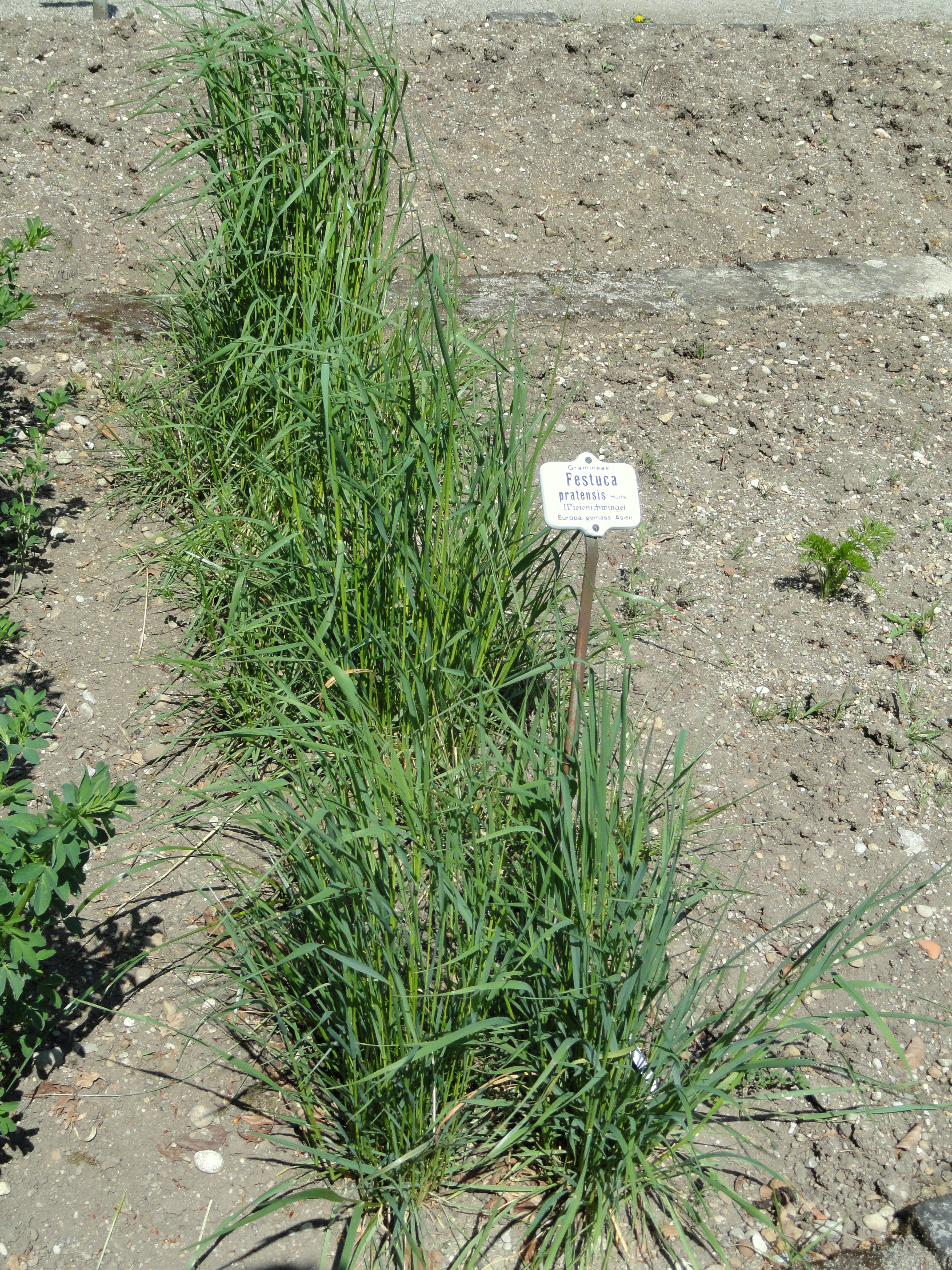
Telepei
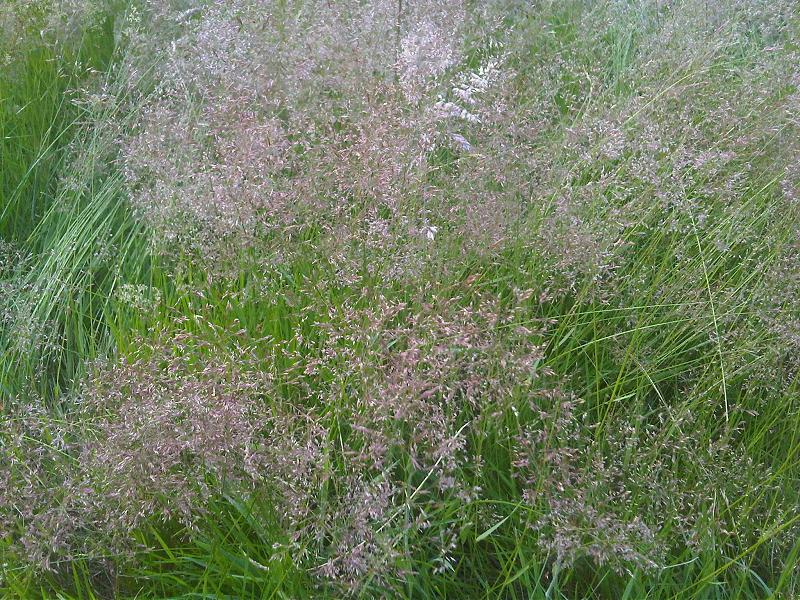
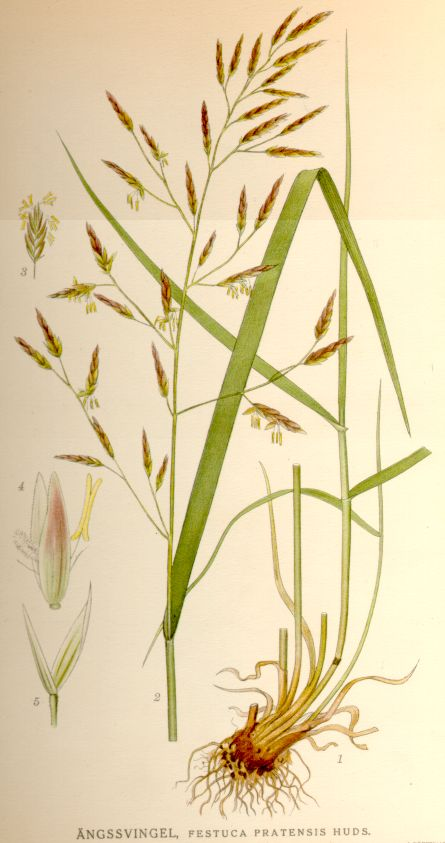
Rajz a növényről